# Раменье (Кумёнский район)
Раменье — село в Кумёнском районе Кировской области России. Входит в состав Нижнеивкинского городского поселения.

## География
Село находится в центральной части Кировской области, в пределах возвышенности Вятский Увал, в подзоне южной тайги, на левом берегу реки Копанихи, на расстоянии приблизительно 18 километров (по прямой) к северо-западу от посёлка городского типа Кумёны, административного центра района. Абсолютная высота — 159 метров над уровнем моря.
Климат
Климат характеризуется как континентальный, умеренно холодный. Среднегодовая температура — 1,6 °C. Средняя температура воздуха самого холодного месяца (января) составляет −12 °C (абсолютный минимум — −45 °С); самого тёплого месяца (июля) — 17,2 °C (абсолютный максимум — 37 °С). Годовое количество атмосферных осадков — 582 мм, из которых две трети выпадает в тёплый период. Снежный покров держится в течение 168 дней.

## Население
| 2010 |
| ---- |
| 113  |

Половой состав
По данным Всероссийской переписи населения 2010 года в гендерной структуре населения мужчины составляли 49,6 %, женщины — соответственно 50,4 %.
Национальный состав
Согласно результатам переписи 2002 года, в национальной структуре населения русские составляли 93 % из 147 чел.